# Асланова Заміна Сардар кизи
Заміна Сардар кизи Асланова (нар. 20 червня 1940, село Калагаїн, тепер селище Галагайин Сабірабадського району, Азербайджан — червень 2019, селище Галагайин Сабірабадського району, Азербайджан) — радянська діячка, новатор виробництва, бригадир колгоспу імені 26 бакинських комісарів Сабірабадського району Азербайджанської РСР. Депутат Верховної ради Азербайджанської РСР 7—11-го скликань. Член Центральної Ревізійної комісії КПРС у 1981—1986 роках. Герой Соціалістичної Праці (7.03.1980).

## Життєпис
Народилася в селянській родині.
У 1960—1963 роках — колгоспниця, завідувачка сільського клубу село Калагаїн Сабірабадського району Азербайджанської РСР.
Член КПРС з 1962 року.
З квітня 1963 по 1976 рік — бригадир бавовницької бригади колгоспу імені 26 бакинських комісарів Сабірабадського району Азербайджанської РСР.
У 1973 році закінчила Азербайджанський сільськогосподарський інститут.
У 1976 році — голова колгоспу імені 26 бакинських комісарів Сабірабадського району Азербайджанської РСР.
З травня 1976 року — бригадир бавовницької бригади колгоспу імені 26 бакинських комісарів Сабірабадського району Азербайджанської РСР.
Указом Президії Верховної Ради СРСР від 7 березня 1980 року за видатні успіхи, досягнуті у Всесоюзному соціалістичному змаганні, проявлену трудову доблесть у виконанні планів і соціалістичних зобов'язань із збільшення виробництва і продажу державі бавовни, овочів та інших продуктів землеробства в 1979 році Аслановій Заміні Сардар кизи присвоєно звання Героя Соціалістичної Праці з врученням ордена Леніна і золотої медалі «Серп і Молот».
Потім — на пенсії. Померла в червні 2019 року.

## Нагороди і звання
- Герой Соціалістичної Праці (7.03.1980)
- три ордени Леніна (14.12.1972; 14.02.1975; 7.03.1980)
- орден Жовтневої Революції (8.04.1971)
- медаль «За трудову доблесть» (30.04.1966)
- медалі
- Державна премія СРСР (1976)
- майстер бавовни Азербайджанської РСР (1973)